# Ferenczy Árpád
Ferenczy Árpád (Győr, 1877. január 15. – Ceylon, 1930 körül)
Jogi író, jogakadémiai tanár, buddhista szerzetes.

## Élete
1901-ig jogi tanulmányokat folytatott, később könyvtáros volt az Országgyűlési Könyvtárban.
1902-től Sárospatakon jogot tanított. 1903-tól egyetemi magántanár Kolozsvárott, majd 1909-től Budapesten is.
Hazai jogi irodalmi működése során elsősorban a nemzetközi jogról írt. Közjogi munkásságában a polgári demokrácia híve, egyes angol jogintézményeket tanulmányozott.
Az I. világháború alatt haditudósító volt a nyugati hadszíntéren, utána Indiába, majd Ceylon szigetére utazott.
Áttért a buddhista hitre, majd szerzetesként egyházjoggal is foglalkozott.

## Főbb művei

### Közélet
- A nemzetközi választott bíróságok múltja, jelenje és jövője (Bp., 1902)
- A politika rendszere. Alkotmány- és közigazgatástan (Bp., 1905)[1]
- A semlegesség elmélete (Bp., 1907)
- Honosság, illetőség és lakóhely a nemzetközi magánjogban (Bp., 1908)
- A nemzetközi magánjog kézikönyve (Bp., 1911)
- Az angol parlamenti szólásjog és jegyelem történeti fejlődése és jelen állapota. 1547–1914 (Bp., 1914)

### Keleti filozófia

#### A Nirvána felé[2]
- A bölcsesség iskolája (Légrády, 1918)
- Bráma éjszakája I-II. (Légrády, 1918)

### Egyéb írások
- Timotheus Thümmel und seine Ameisen (Berlin, 1923)
- The Ants of Timothy Thummel (London, 1924)
- Kunala an Indian fantasy (London, 1925)
- Revue philosophique
- Revue d'éconimie politique
- Archives d'anthropologie criminelle
- – Descamps: Essai sur l'Organisation de l'arbitrage international